# 楊砥
楊 砥（よう し、1365年 - 1418年）は、明代の官僚。字は大用。本貫は沢州晋城県。

## 生涯
1394年（洪武27年）、進士に及第した。行人司右司副に任じられた。1396年（洪武29年）、孔子廟の従祀に揚雄があって董仲舒がないのがおかしいと上疏して、洪武帝に聞き入れられた。湖広布政司参議となった。1400年（建文2年）、帝堯の故事を引いて削藩に異論を唱えたが、建文帝に聞き入れられなかった。父が死去すると、楊砥は辞職して帰郷し、喪に服した。
1402年（建文4年）、永楽帝が即位すると、楊砥は鴻臚寺卿に起用されることとなったが、服喪の終了を待つよう願い出た。喪が明けると、1404年（永楽2年）に礼部侍郎に抜擢された。河渠を視察して職責を果たさず、工部主事に降格され、礼部主事に転じた。1412年（永楽10年）、北京に転出して太僕寺卿を代行した。ときに呉橋に天津の洪水が到達して堤防が決壊していた。楊砥は徳州の東南の黄河故道と土河を開削して、水勢を殺すよう願い出た。永楽帝は工部侍郎の藺芳に命じてその工事を経理させた。1416年（永楽14年）、楊砥は牧馬法を定め、民5丁ごとに種馬1頭を養わせ、馬10頭ごとに群頭1人を立て、馬50頭ごとに群長1人を立て、馬を養う家の租税の半分を免除するよう願い出た。また薊州鎮以東から山海関諸衛にかけての土地が広く、水草が豊かであることから、軍人を駐屯させて1人につき種馬1頭を養わせ、やはり租税の半分を免除するよう請願した。永楽帝は軍租を全免するよう命じたほかは、楊砥の意見に従った。これにより馬の繁殖が盛んになった。
1418年（永楽16年）、母が死去すると、楊砥は喪に服すために帰郷の途についたが、道中に死去した。享年は54。